# Retsreporter
Retsreporter er en journalist, der er specialiseret i at rapportere fra retssager. I Danmark er retsreportere organiseret i Københavnske Politi- og Retsreporteres Forening.